# Prêmio Grammy Latino de Melhor Álbum de Salsa
O Grammy Latino de Melhor Álbum de Salsa é um prêmio concedido anualmente pela Academia Latina da Gravação no Grammy Latino, uma cerimônia que reconhece a excelência e promove uma consciência mais ampla da diversidade cultural e das contribuições de artistas latinos nos Estados Unidos e internacionalmente. O prêmio foi entregue pela primeira vez à cantora cubana Celia Cruz na cerimônia do 1º Grammy Latino em 2000.
O cantor estadunidense Marc Anthony e o cantor panamenho Rubén Blades detêm o recorde de maior número de vitórias na categoria, com quatro cada, seguidos por Celia Cruz e Roberto Delgado & Orquesta com três vitórias. Gilberto Santa Rosa detém o recorde de maior número de indicações, com nove.

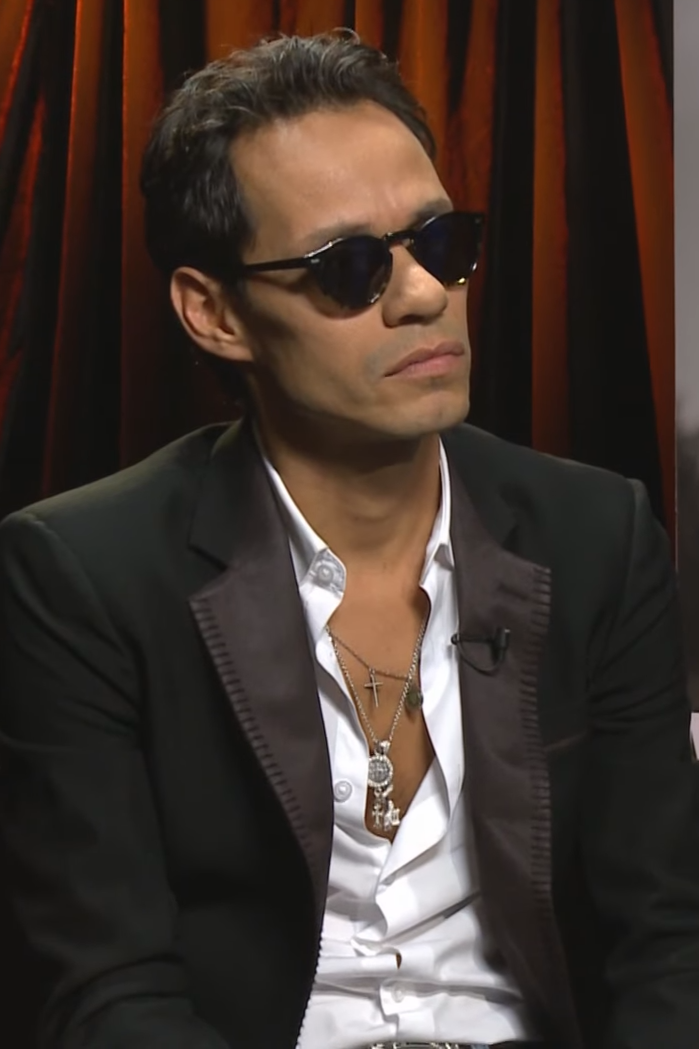
Marc Anthony é o maior vencedor da categoria, totalizando 4 vitórias, sendo a mais recente em 2022 pelo álbum Pa'llá Voy.

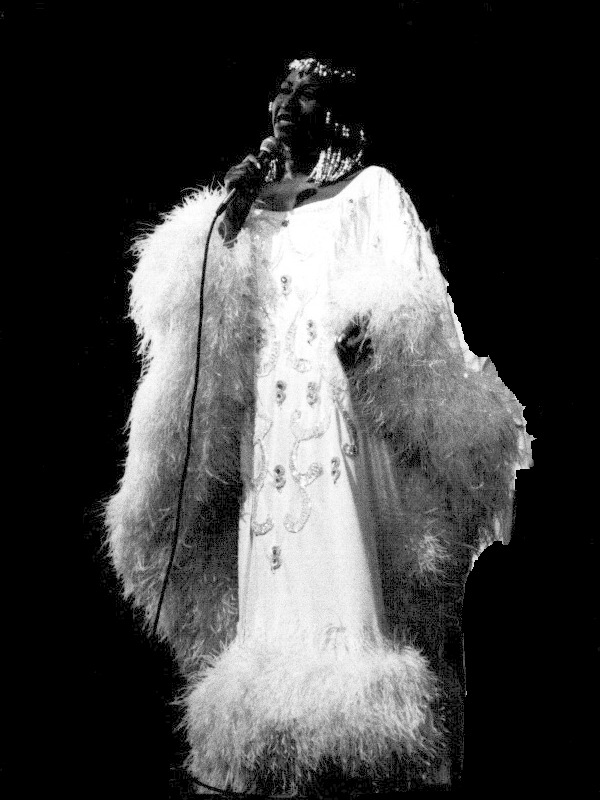
Celia Cruz, vencedora da categoria em 2000, 2002 e 2004.

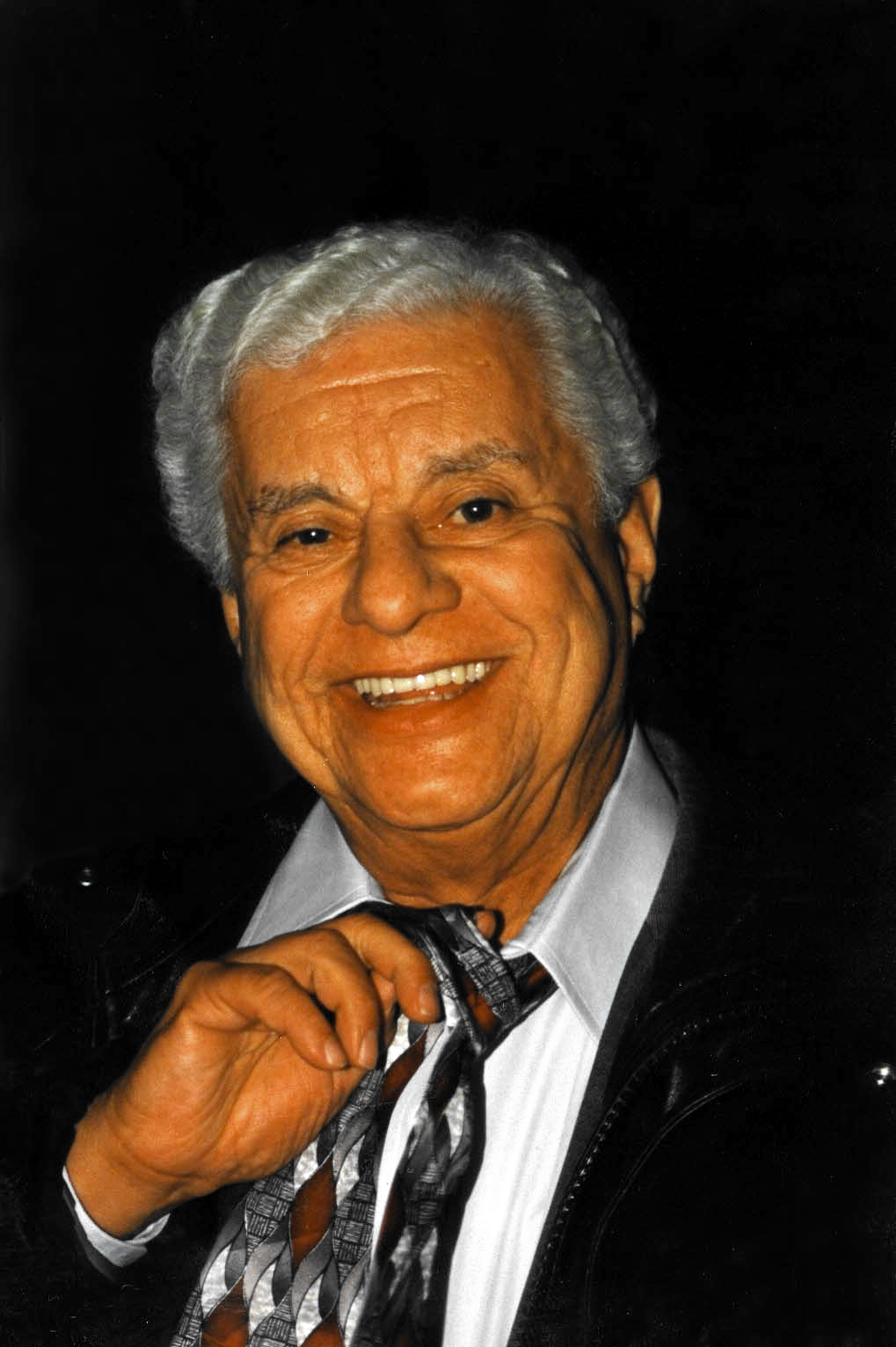
Tito Puente, vencedor da categoria em 2001.

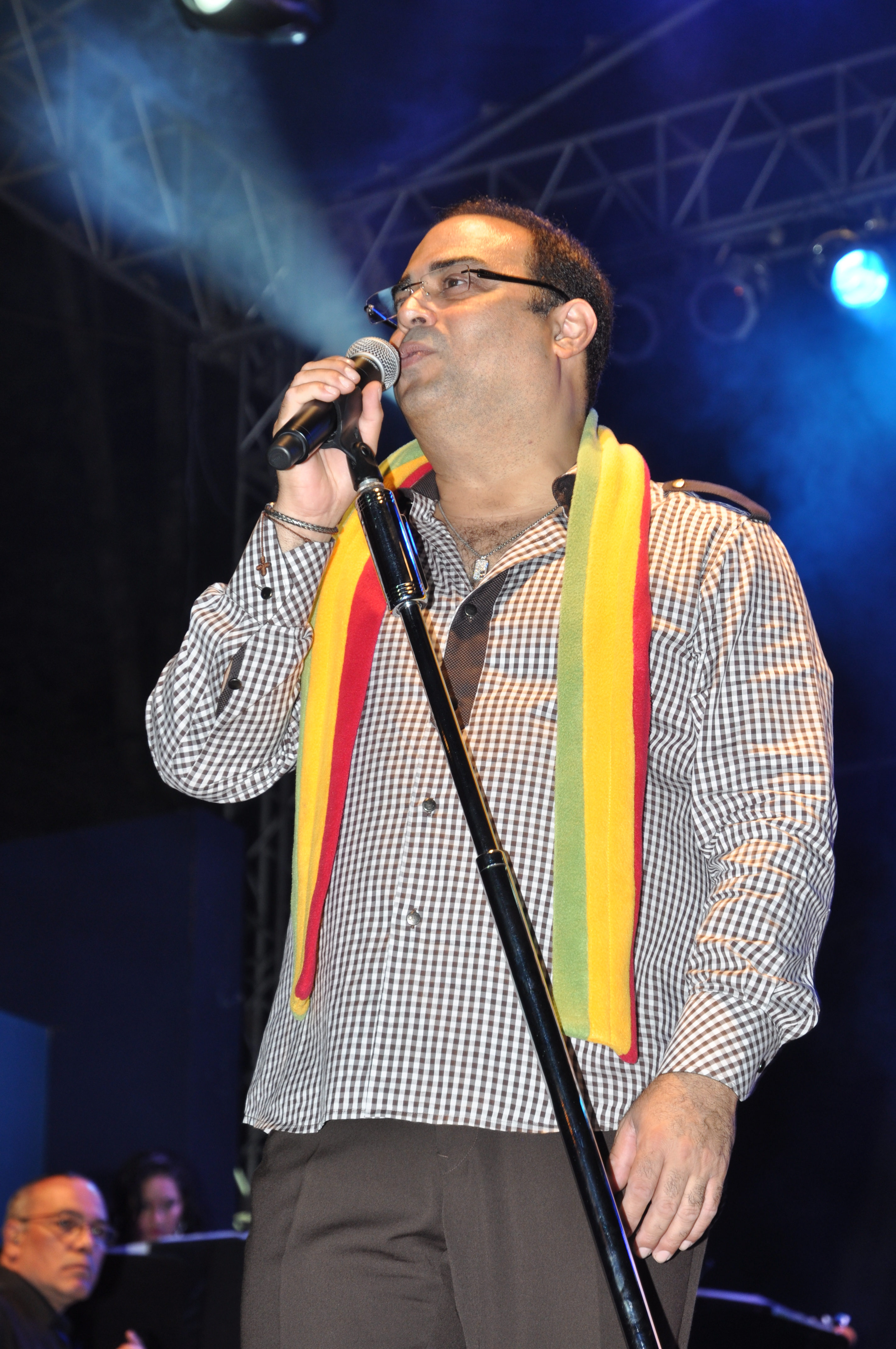
Gilberto Santa Rosa é um dos artistas mais recorrentes na categoria, totalizando 9 indicações e 2 vitórias.

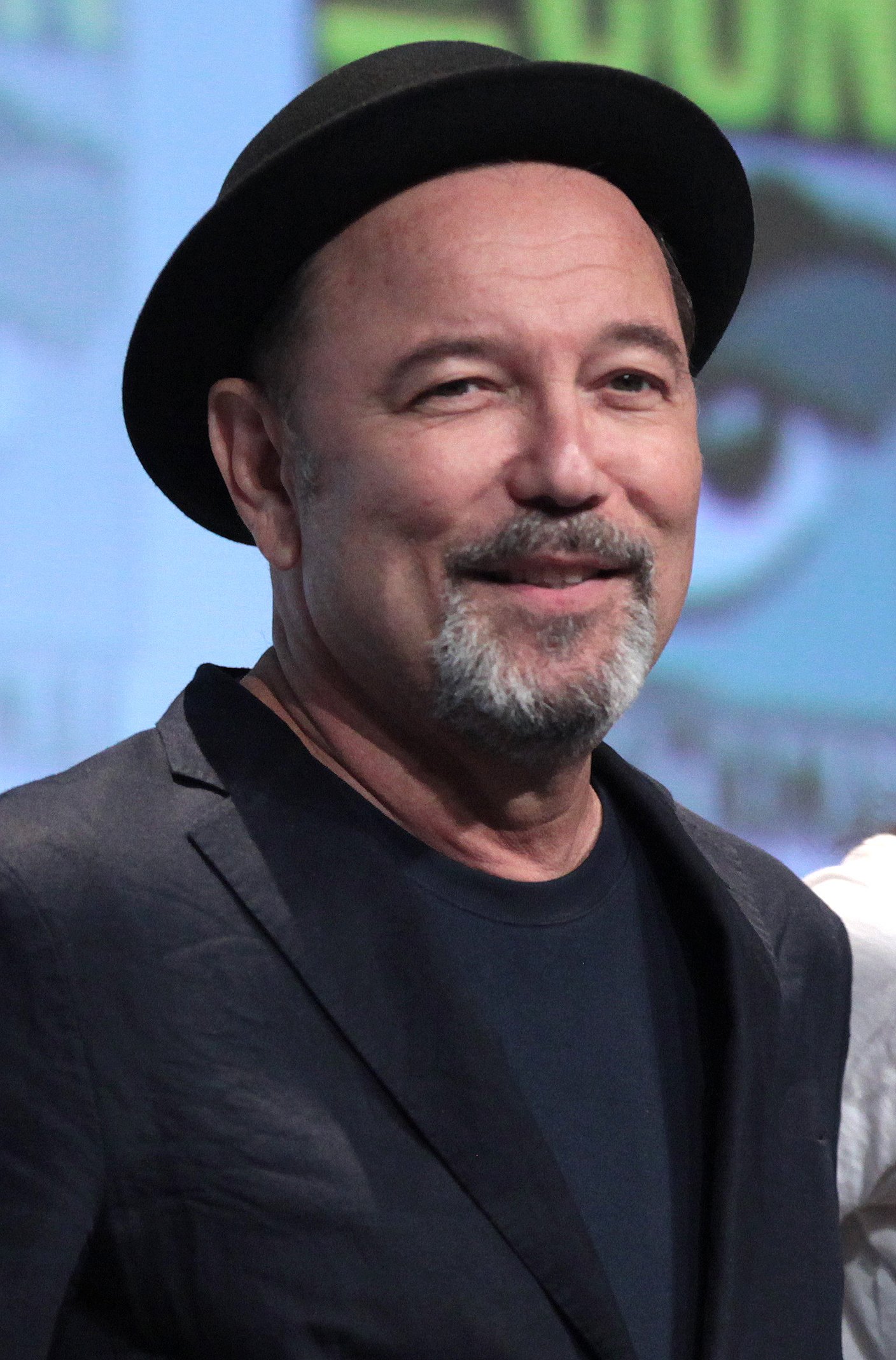
Rubén Blades possui 4 vitórias na categoria, sendo a mais recente em 2021 por SALSA PLUS!.

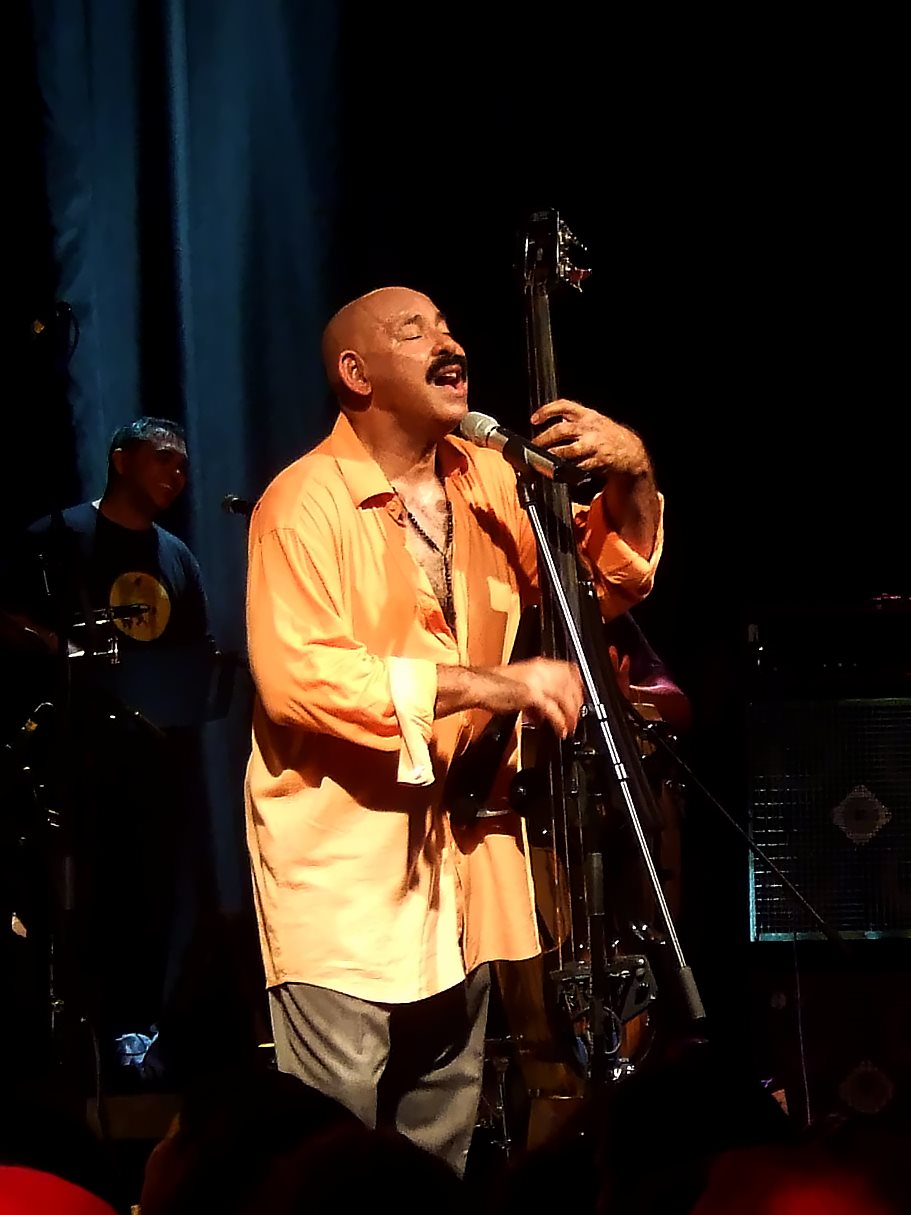
Oscar D'León possui 5 indicações à cateogoria, sendo a mais recente em 2009.

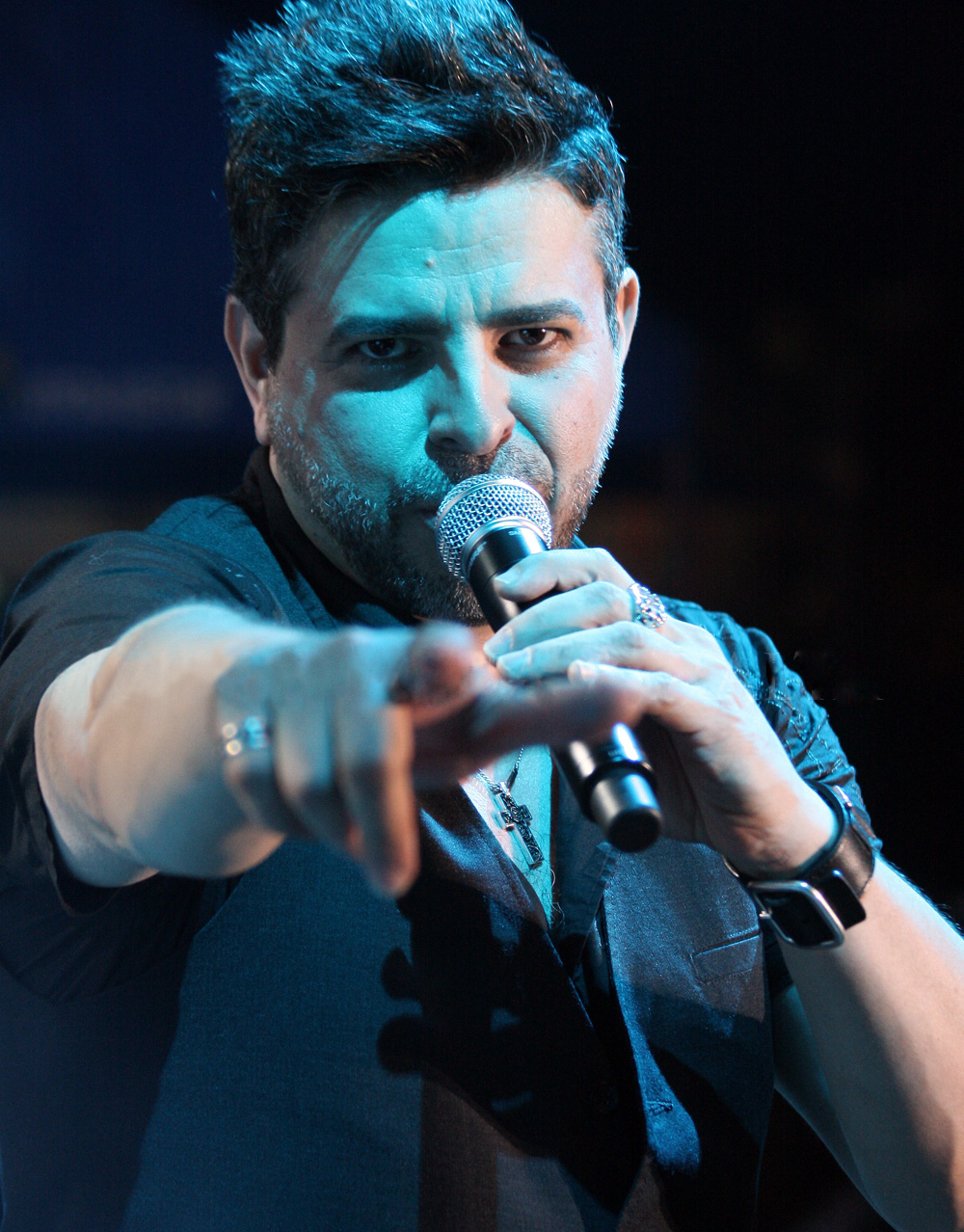
Luis Enrique, vencedor da categoria em 2009 e 2012.

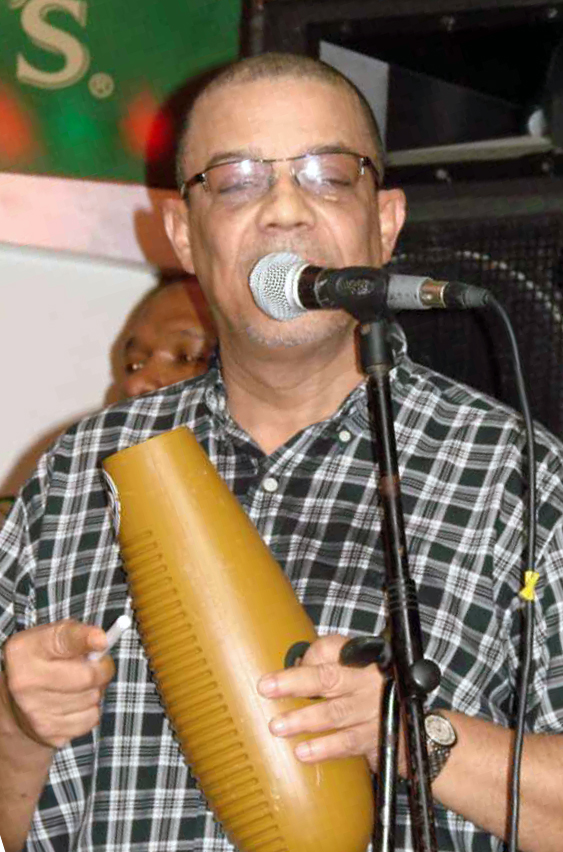
Grupo Niche, vencedor da categoria em 2020 e 2023.

## Vencedores
| Ano  | Artista(s)                                             | Obra                                             | Indicados | Ref.   |
| ---- | ------------------------------------------------------ | ------------------------------------------------ | --- | ------ |
| 2000 | Celia Cruz                                             | Celia Cruz and Friends: A Night of Salsa         | - Oscar D'León – La Formula Original - Gilberto Santa Rosa – Expresión - Son by Four – Son by Four - Los Van Van – Llegó . . . Van Van: Van Van Is Here                                                                                    | [ 3 ]  |
| 2001 | Tito Puente e Eddie Palmieri                           | Obra Maestra                                     | - Oscar D'León e Wladimir – Doble Play - Issac Delgado – La Fórmula/Malecón - Grupo Niche – Propuesta - Tito Rojas – Rompiendo Noches - Gilberto Santa Rosa – Intenso                                                                      | [ 4 ]  |
| 2002 | Celia Cruz                                             | La Negra Tiene Tumbao                            | - Marc Anthony – Libre - Giro – Mi Nostalgia - El Gran Combo de Puerto Rico – Nuevo Milenio~El Mismo Sabor - Tito Rojas – Quiero Llegar A Casa                                                                                             | [ 5 ]  |
| 2003 | El Gran Combo de Puerto Rico                           | 40 Aniversario En Vivo                           | - Oscar D'León – Infinito - La India – Latin Song Bird: Mi Alma y Corazón - Gilberto Santa Rosa – Viceversa - Víctor Manuelle – Le Preguntaba a La Luna                                                                                    | [ 6 ]  |
| 2004 | Celia Cruz                                             | Regalo del Alma                                  | - Tito Nieves – Tito Nieves canta con el Conjunto Clásico: 25 Aniversario Recuerdos - Jerry Rivera – Canto a Mi Ídolo… Frankie Ruiz - Los Van Van – Van Van Live at Miami Arena - Víctor Manuelle – Travesía                               | [ 7 ]  |
| 2005 | Marc Anthony                                           | Valió la Pena                                    | - Oscar D'León – Así Soy... - El Gran Combo de Puerto Rico – Aquí Estamos y... ¡De Verdad! - Gilberto Santa Rosa – Auténtico - Spanish Harlem Orchestra – Across 110th Street                                                              | [ 8 ]  |
| 2006 | Gilberto Santa Rosa                                    | Directo Al Corazón                               | - La India – Soy Diferente - Tito Nieves – Hoy, Mañana y Siempre - Gilberto Santa Rosa e El Gran Combo de Puerto Rico – Asi Es Nuestra Navidad - Victor Manuelle – Decisión Unánime                                                        | [ 9 ]  |
| 2007 | El Gran Combo de Puerto Rico                           | Arroz Con Habichuela                             | - Willy Chirino – 35 Aniversario: En Vivo - Issac Delgado – En Primera Plana - Andy Montañez – El Godfather De La Salsa - Tito Nieves – Canciones Clásicas de Marco Antonio Solís                                                          | [ 10 ] |
| 2008 | Marc Anthony                                           | El Cantante                                      | - Grupo Galé – Auténtico - Maelo Ruiz – Puro Corazón... - Gilberto Santa Rosa – Contraste - Victor Manuelle – Soy | [ 11 ] |
| 2009 | Luis Enrique                                           | Ciclos                                           | - Oscar D'León – Tranquilamente... Tranquilo - Issac Delgado – Así Soy - José Lugo Orchestra – Guasábara - Gilberto Santa Rosa – Contraste en Salsa                                                                                        | [ 12 ] |
| 2010 | Gilberto Santa Rosa                                    | Irrepetible                                      | - Huey Dunbar – Huey Dunbar IV - La India – Unica - Orquesta Guayacán – Bueno y Mas - Mario Ortiz All Star Band – Tributo 45 Aniversario                                                                                                   | [ 13 ] |
| 2011 | Rubén Blades & Seis Del Solar                          | Todos Vuelven Live                               | - Edwin Bonilla – Homenaje a Los Rumberos - José Alberto "El Canario" – Original - Spanish Harlem Orchestra – Viva La Tradición - Vários Artistas; Isidro Infante (produtor) – Salsa: Un Homenaje a El Gran Combo                          | [ 14 ] |
| 2012 | Luis Enrique                                           | Soy y Seré                                       | - Rubén Blades e Cheo Feliciano – Eba Say Ajá - Mambo Legend Orchestra – Watch Out! Ten Cuidao! - Tito Nieves – Mi Última Grabación - Víctor Manuelle – Busco un Pueblo                                                                    |        |
| 2013 | Vários Artistas - Sergio George, produtor              | Sergio George Presents: Salsa Giants             | - Albita – Una Mujer Que Canta - Guayacán – 25 Años, 25 Éxitos, 25 Artistas - Víctor Manuelle – Me Llamaré Tuyo - Tito Nieves – Que Seas Feliz - Gilberto Santa Rosa – Gilberto Santa Rosa                                                 |        |
| 2014 | Marc Anthony                                           | 3.0                                              | - Maite Hontelé – Déjame Así - Tito Nieves – Mis Mejores Recuerdos - Aymée Nuviola – First Class To Havana - Mario Ortiz All Star Band – 50 Aniversario                                                                                    |        |
| 2015 | Rubén Blades & Roberto Delgado & Orquesta              | Son De Panamá                                    | - Luis Enrique – Jukebox Primera Edición - Víctor Manuelle – Que Suenen los Tambores - Ismael Miranda – Son 45 - Rey Ruiz – Estaciones |        |
| 2016 | La India                                               | Intensamente India Con Canciones De Juan Gabriel | - Grupo Niche – 35 Aniversario - José Lugo and Guasábara Combo – ¿Dónde Están? - Bobby Valentín – Mi Ritmo es Bueno - Johnny Ventura – Tronco Viejo                                                                                        |        |
| 2017 | Rubén Blades & Roberto Delgado & Orquesta              | Salsa Big Band                                   | - Alberto Barros – Tributo A La Salsa Colombiana 7 - Juan Pablo Díaz – Fase Dos - Alain Pérez – ADN - Vários Artistas; Isidro Infante (produtor) – Isidro Infante Presenta... Cuba y Puerto Rico, Un Abrazo Musical Salsero                |        |
| 2018 | Víctor Manuelle                                        | 25/7                                             | - Alexander Abreu & Havana D'Primera – Cantor del Pueblo - Charlie Aponte – Pa' Mi Gente - Chiquito Team Band – Los Creadores del Sonido - Pete Perignon – La Esquina del Bailador                                                         | [ 15 ] |
| 2019 | Tony Succar                                            | Mas De Mi                                        | - Maite Hontelé – Cuba Linda - Mario Ortiz All Star Band – 55 Aniversario - Eddie Palmieri – Mi Luz Mayor - Quintero's Salsa Project – Nuestro Hogar                                                                                       | [ 16 ] |
| 2020 | Grupo Niche                                            | 40                                               | - Luisito Ayala e La Puerto Rican Power – 40 Años de Power - Charlie Cruz – Tentaciones Vol. 1 - Víctor Manuelle – Memorias de Navidad - Tito Rojas – Un Gallo para la Historia                                                            | [ 17 ] |
| 2021 | Rubén Blades & Roberto Delgado & Orquesta              | SALSA PLUS!                                      | - El Gran Combo de Puerto Rico – En Cuarentena - Willy García – El Día es Hoy - Gilberto Santa Rosa – Colegas - Varios Artistas; José Gaviria & Milton Salcedo, album producers – En Barranquilla Me Quedo, El Disco Homenaje a Joe Arroyo | [ 18 ] |
| 2022 | Marc Anthony                                           | Pa'llá Voy                                       | - Alexander Abreu & Havana D'Primera – Será Que Se Acabó - Luis Figueroa – Luis Figueroa - Luisito Ayala e La Puerto Rican Power – Y Te lo Dice... - Víctor Manuelle – Lado A Lado B                                                       | [ 19 ] |
| 2023 | Grupo Niche & Orquestra Sinfônica Nacional da Colômbia | Niche Sinfónico                                  | - Daniela Darcourt – Catarsis - Luis Figueroa – Voy a Ti - Willy García – Cambios - Plena79 Salsa Orchestra featuring Alain Pérez & Jeremy Bosch – Tierra y Libertad - Gilberto Santa Rosa – Debut y Segunda Tanda (Deluxe)                | [ 20 ] |